# Nictèrids
Els nictèrids (Nycteridae) són una família de ratpenats. Conté un sol gènere vivent, Nycteris, que té una àmplia distribució a Àfrica i el sud-est asiàtic, i un d'extint, Khoufechia, de l'Eocè inferior de Tunísia. Es caracteritzen pel solc que els divideix el nas per la meitat. S'alimenten d'insectes i aranyes. Les espècies més grosses també cacen escorpins i el nicteri gros (Nycteris grandis) fins i tot atrapa petits vertebrats.